# 激突!女子野球
『激突!女子野球』（げきとつ!じょしやきゅう）は、1978年と1979年にフジテレビで放送された特別番組（スポーツバラエティ番組）である。全14回。
正式タイトルは、ニューヤンキースとブラックイーグルスが戦う試合は『激突!女子野球シリーズ』、両女子野球チームが連合を組んで対戦チームと戦う時は『激突!女子野球対○○』（○○は対戦チーム名が入る）となっている。

## 概要
それまで『オールスター対抗!女子野球大会』（以降『女子野球大会』と略記）を放送した『土曜グランドスペシャル』（以降『土GSP』）が、『欽ちゃんのドンとやってみよう!』の再開のために廃枠、そしてニューヤンキースから一部の選手を分離独立し、第2の女子野球チーム「ブラックイーグルス」を誕生させた事から、『女子野球大会』の後継として開始、両女子野球チームの連合による試合を中心に、不定期に両チームの直接対決も行った。司会は『女子野球大会』に引き続きおりも政夫、主審も引き続き森山周一郎が務めた。また開催球場は引き続き横浜スタジアムだが、冬場は沖縄県で行われた。
放送は『女子野球大会』の様に一定せず、土曜・日曜午後の関東ローカル単発特別番組枠で放送されたが、平日夕方に1時間枠で放送した事もあった。
番組は半年で終了、同時にニューヤンキースの試合も終了し、しばらくしてニューヤンキースは解散した。またフジテレビの野球バラエティ番組も、1981年3月に再開される『オールスター夢の球宴』まで中断する。

## オープニングテーマ
- 『ザ・ベースボール』
  - 作詞：林春生 / 作曲：佐瀬寿一 / 歌：スリーヤンキース

## 試合・放送リスト
放送時間は全て日本標準時。

### 第1戦
激突!女子野球対オールジャパン
- 放送日：1978年10月1日
- 放送時間：日曜16:15 - 17:45（『日曜スペシャル）[1]

### 第2戦
激突!女子野球シリーズ 開幕第1戦
- 放送日：1978年10月29日
- この回から第5戦まで日曜13:00 - 14:30の『サンデーイベントアワー』枠で放送[1]。初のニューヤンキース×ブラックイーグルスの試合。

### 第3戦
激突!女子野球対オールスターズ
- 放送日：1978年11月5日
- 出場選手：堺正章、狩人、勝呂誉、ずうとるびほか[1]

### 第4戦
激突!女子野球対オールスターズ
- 放送日：1978年11月19日[1]

### 第5戦
激突!女子野球対江戸の旋風
- 放送日：1978年12月3日
- 出場選手：加山雄三、近藤洋介、秋野太作ほか[1]
- 木曜21:00時代劇『江戸の旋風』（第4シリーズ）との対決。

### 第6戦
激突!女子野球対オールジャンプ
- 放送日：1978年12月9日
- 放送時間：土曜16:10 - 17:25（『土曜映画劇場』を休止して放送）
- 出場選手：「週刊少年ジャンプ」（集英社）に当時漫画を連載していた漫画家
- 漫画家が相手という、歴代でも異色の対戦[1]。
- 「週刊少年ジャンプ」といえば、後年様々な連載漫画がテレビアニメ化されたが、この時期は1本もジャンプアニメが放送されていなかった。

### 第7戦
激突!女子野球対V1ヤクルト
- 放送日：1978年12月27日
- 放送時間：水曜17:00 - 17:55
- 出場者：ヤクルトスワローズ（現：東京ヤクルト）[1]
- 初の1時間枠で放送。この年日本一になったヤクルトスワローズが参加。

### 第8戦
激突!女子野球シリーズ
- 放送日：1978年12月28日
- 放送時間：木曜17:00 - 18:00[1]
- 第7戦と合わせて唯一の2日連続放送。なお5分増えたのは、17:55の番宣番組『フジテレビ番組ハイライト』が16:50に移動したため。

### 第9戦
激突!女子野球対オールジャパン
- 放送日：1979年1月7日
- 放送時間：日曜13:00 - 14:30（『サンデーイベントアワー』）
- 出場選手：日本プロ野球OB[1]

### 第10戦
激突!女子野球対プロゴルフチーム
- 放送日：1979年1月28日
- 放送時間：日曜16:15 - 17:42（『日曜スペシャル』）
- 出場選手：尾崎将司、青木功ほか[1]
- 唯一の「野球以外のスポーツチーム」との対決。しかし尾崎はかつて西鉄ライオンズ（現：埼玉西武）のピッチャーだった。

### 第11戦
激突!女子野球シリーズ
- 放送日：1979年2月18日
- 放送時間：日曜13:00 - 14:30（『サンデーイベントアワー』）[1]

### 第12戦
激突!女子野球シリーズ
- 放送日：1979年3月10日
- 放送時間：土曜14:30 - 16:00（『土曜スペシャル』）[1]

### 第13戦
激突!女子野球対オールスターズ
- 放送日：1979年3月10日
- 放送時間：土曜14:30 - 16:00（『土曜スペシャル』）[1]

### 第14戦
激突!女子野球シリーズ
- 放送日：1979年3月23日
- 放送時間：金曜16:00 - 17:00[1]

## 参考・『火曜ワイドスペシャル』で放送された試合
参考までに、本試合とは別に『火曜ワイドスペシャル』（当時火曜20:00 - 21:24）で放送された試合について記述する。

### 第1戦
女子野球・アメリカ遠征 ついに実現!夢の黄金カード
- 放送日：1978年9月26日
- 対戦チーム：オールアメリカ
  - 出場選手ほか：ジョー・ディマジオ（監督。元・ニューヨーク・ヤンキース）、ジョー・スタンカ（元・南海）、ジーン・バッキー（元・阪神）、ダリル・スペンサー（元・阪急）、ロジャー・レポーズ（元・ヤクルト）ほか[3]
- 8月にニューヤンキースがアメリカに遠征、そして、かつて日本プロ野球で活躍した外国人選手OBで結成された「オールアメリカ」との試合を放送。

### 第2戦
女子野球だよドリフターズ!
- 放送日：1978年10月24日
- 対戦チーム：パーフェクト
  - 出場選手ほか：ザ・ドリフターズ（いかりや長介が監督、他の4名は選手）、郷ひろみ、沢田研二、野口五郎、内山田洋とクール・ファイブ、角川博ほか[4]
- 『土GSP』時代では絶対に出来なかった[5]ドリフとの対決が実現。またメンバーは『夢の球宴』中断前から常連の郷・沢田などの強者揃い。

### 第3戦
女子野球だよドリフターズ!
- 放送日：1979年3月20日
- 対戦チーム：パーフェクト[6]
- パーフェクト第2戦目だが、ユニフォームは前回が青系統に対し、今回は赤系統とした。
- パーフェクトメンバーはその後再開した『夢の球宴』にも出場した。
- 後年、1984年12月7日に『金曜おもしろバラエティ』枠、1988年10月2日に『サンデーイベントアワー』枠でそれぞれ放送された、『プロ野球珍プレー・好プレー大賞』特別版『オールスター夢の球宴 珍プレー・好プレー』では、『夢の球宴』映像に混ざって、本試合からの映像が入っていた。